# Saint-Maurice-le-Girard
Saint-Maurice-le-Girard é uma comuna francesa na região administrativa da Pays de la Loire, no departamento de Vendéia. Estende-se por uma área de 11,42 km². Em 2010 a comuna tinha 616 habitantes (densidade: 53,9 hab./km²).